# Colin Tennant, 3. Baron Glenconner
Colin Christopher Paget Tennant, 3. Baron Glenconner (* 1. Dezember 1926 in London; † 27. August 2010 in Soufrière, St. Lucia) war ein britischer Peer und Geschäftsmann.

## Leben
Tennant wurde 1926 als Sohn von Christopher Grey Tennant, 2. Baron Glenconner, und Pamela Winefred Paget geboren. Edward Wyndham Tennant und Stephen Tennant waren seine Onkel, die Schriftstellerin Emma Tennant seine jüngere Schwester.
Nach der Scheidung seiner Eltern 1935 sah Colin Tennant seinen Vater jahrelang nur selten.
Er besuchte das Eton College und verbrachte seine Ferien bei seiner Großmutter mütterlicherseits, Muriel Paget. Nach dem Besuch des Eton College trat er bei den Irish Guards ein und diente dort bis zum Ende des Zweiten Weltkriegs. Nach dem Krieg studierte er ab 1949 Völkerrechtsgeschichte (Diplomatic History) am New College der University of Oxford. Nach seinem Studienabschluss begann er, im Familienbetrieb mitzuarbeiten. Während der frühen 1950er Jahre nahm er oft an Amateurtheateraufführungen teil. 1953 spielten er und Prinzessin Margaret in der Produktion des Edgar-Wallace-Stücks Der Frosch mit der Maske (The Frog), er in der Titelrolle eines Serienkillers, sie als Regieassistentin. Zu dieser Zeit wurden die Medien auf ihn als Begleiter von Prinzessin Margaret aufmerksam. 1954 dementierte er Zeitungsberichte, er würde bald seine Verlobung mit der Prinzessin bekanntgeben. Er war auch später weiterhin eng mit Prinzessin Margaret befreundet. Seine Frau war ihre Hofdame.
Ende der 1950er Jahre (1958, nach anderen Quellen: 1959) kaufte er für 45.000 US-Dollar die Insel Mustique, die zu den Grenadinen gehört. Er ließ ein neues Dorf für die Inselbewohner erbauen und Kokospalmen, Gemüse und Obst anpflanzen. Außerdem setzte er sich für die Entwicklung des Fischereiwesens ein. Das Geld erhielt er aus dem Verkauf von Grundbesitz in Trinidad, welcher in der Mitte des 19. Jahrhunderts von seinem Vorfahren Charles Tennant, dem zweiten Sohn des schottischen Wissenschaftlers Charles Tennant, gekauft wurde. 1960 besuchten Prinzessin Margaret und ihr Ehemann Antony Armstrong-Jones, 1. Earl of Snowdon auf ihrer Hochzeitsreise Mustique, wo Tennant ihnen ein Stück Land als Hochzeitsgeschenk übereignete, auf dem Prinzessin Margaret ihr Feriendomizil „Les Jolies Eaux“ errichtete.
1963 verkaufte Tennants Vater das Familienunternehmen C Tennant & Sons an Consolidated Goldfields. Zunächst blieben Vater und Sohn Vorsitzender und stellvertretender Vorsitzender. Nach dem Eintritt seines Vaters in den Ruhestand 1967 trat Colin Tennant zurück, nachdem er nicht den Vorsitz erhalten hatte.
Mustique wurde in den 1960er und 1970er Jahren berühmt für Tennants Feiern und Besuche von Musikern, Aristokraten und Mitgliedern der königlichen Familie, unter anderem Prinzessin Margaret. Später kamen auch Mick Jagger, Bryan Ferry und David Bowie sowie John Cleese, David Frost und Nigel Dempster. Als 1977 aufgrund der Rezession geschäftliche Probleme auftraten, trat Tennant in die Scottish National Party ein und dachte kurzzeitig über eine Kandidatur zum House of Commons nach. 1978 verkaufte er 13 Gemälde von Lucian Freud aus einer Sammlung, die in den 1950er und 1960er Jahren entstanden war. Dieser Verkauf bedeutete das Ende der Freundschaft zwischen Freud und Tennant. Nach Meinungsverschiedenheiten über die finanzielle Verwaltung der Insel verkaufte Tennant seine Anteile an Mustique für £ 1.000.000. Sein Haus veräußerte er an den dritten Ehemann von Christina Onassis, den früheren KGB-Agenten Sergei Kauzov.
1992 ging er nach St. Lucia, wo er das Restaurant Bang Between the Pitons betrieb. Er kaufte Land auf St. Lucia, war dort jedoch geschäftlich nicht sehr erfolgreich. Er zerstritt sich mit dem Literaturnobelpreisträger Derek Walcott, als dieser Tennants Pläne für den Bau einer großen Hotelanlage an einer religiösen Kultstätte ablehnte. 1992 musste Tennant sein Londoner Haus für £6.000.000 verkaufen. Mitte der 1990er Jahre zog sich Tennant aus der Öffentlichkeit zurück und lebte in einem kleinen Haus am Strand.
2000 wurde ein Dokumentarfilm mit dem Titel The Man Who Bought Mustique über ihn gedreht. Dort wurde sein erster Besuch auf Mustique seit seinem Exil gezeigt. Er arbeitete zuletzt an seiner Autobiografie und war an dem Bau einer exklusiven Ferienanlage auf St. Lucia beteiligt. Tennant verstarb an Krebs.

## Mitgliedschaft im House of Lords
Am 4. Oktober 1983 erbte er den Titel des Baron Glenconner und den damit verbundenen Sitz im House of Lords sowie den Titel eines Baronet Tennant. Seine Antrittsrede hielt er am 23. November 1992. 1996 meldete er sich zum Thema der anglo-karibischen Beziehungen letztmals dort zu Wort. Seine Mitgliedschaft im Oberhaus endete durch den House of Lords Act 1999 am 11. November 1999.

## Familie
Am 21. April 1956 heiratete er Lady Anne Veronica Coke, die Tochter von Major Thomas William Edward Coke, 5. Earl of Leicester of Holkham, und Lady Elizabeth Mary Yorke. Bei der Hochzeit begegneten sich Prinzessin Margaret und Armstrong-Jones, der dort als Fotograf war, zum ersten Mal.
Sie hatten drei Söhne und zwei Töchter. Sein Enkel Cody Charles Edward Tennant, 4. Baron Glenconner, erbte seine Titel, da der älteste Sohn 1996 an Hepatitis starb. Ein Sohn starb 1990 im Alter von dreißig Jahren an AIDS. Zurzeit ist daher der drittälteste Sohn, der seit einem Unfall 1987 an einer Behinderung leidet, voraussichtlicher Titelerbe (Heir Presumptive).
Tennant und Lady Anne Tennant lebten in ihrem Haus auf St. Lucia und in England.
Im Dezember 2009 erfuhr der damals 83-jährige Tennant, dass er Vater eines unehelichen Sohnes aus einer Beziehung mit dem Künstlermodell Henrietta Moraes war. Ein Vaterschaftstest bestätigte Tennants Vaterschaft.